# Duces ’n Trayz: The Old Fashioned Way
| Оценки критиков      | Оценки критиков                                                                    |
| Источник             | Оценка                                                                             |
| -------------------- | ---------------------------------------------------------------------------------- |
| Allmusic             | [ 1 ]                                                                              |
| Entertainment Weekly | B                                                                                  |
| Los Angeles Times    | [ 3 ]                                                                              |
| Vibe                 | 3,5 из 5 звёзд · 3,5 из 5 звёзд · 3,5 из 5 звёзд · 3,5 из 5 звёзд · 3,5 из 5 звёзд |
| RapReviews           | (7.0/10)                                                                           |

Duces 'n Trayz: The Old Fashioned Way — второй студийный альбом группы Tha Eastsidaz, выпущенный 31 июля 2001 года через лейблы Doggystyle Records/TVT Records. С альбома вышел сингл «I Luv It», который позже попал в фильм Baby Boy и саундтрек к этому же фильму. Этот альбом стал последним альбомом группы Tha Eastsidaz со Snoop Dogg, так как группа распалась, с тех пор, как Tray Deee был осуждён на 12 лет в тюрьме (хотя Snoop ушёл из группы раньше, чем Tray Deee посадили, но остальные участники группы планировали выпустить свой следующий студийный альбом под названием Statues & Limitations, однако альбом так и не вышел).

## Коммерческий успех
Альбом достиг максимума в чарте Billboard 200, под номером 4, после 116000 проданных CD и продержался в чарте, в течение девяти недель подряд. Также, этот альбом достиг максимума под номером 15 в канадском чарте Canada Top 50 Albums Chart в течение 4 недель подряд. 11 марта 2002 года, альбом получил золотой статус.

## Список композиций
| #  | Название                             | Продюсер                   | При участии                                                            | Время |
| -- | ------------------------------------ | -------------------------- | ---------------------------------------------------------------------- | ----- |
| 1  | «Intro»                              |                            |                                                                        | 1:19  |
| 2  | «I Luv It»                           | Battlecat                  |                                                                        | 5:00  |
| 3  | «Eastside Ridaz»                     | Hi-Tek                     | Nate Dogg, Soopafly, Latoya Williams                                   | 4:20  |
| 4  | «Crip Hop»                           | Battlecat                  | Latoya Williams                                                        | 5:17  |
| 5  | «I Don’t Know»                       | Battlecat                  | Suga Free, Soopafly, Latoya Williams                                   | 4:09  |
| 6  | «Welcome 2 tha House»                | Battlecat                  | Tha Angels, Nate Dogg                                                  | 3:51  |
| 7  | «Friends»                            | Alchemist                  | Kokane                                                                 | 2:58  |
| 8  | «Gang Bang 4 Real»                   | Fredwreck                  | Bad Azz                                                                | 4:51  |
| 9  | «I Pledge Allegiance»                | Fredwreck                  | Soopafly, Kokane                                                       | 3:48  |
| 10 | «Now Is the Time»                    | Keith Clizark, Meech Wells | Kokane                                                                 | 3:46  |
| 11 | «Cool»                               | Hi-Tek                     | Nate Dogg, Butch Cassidy                                               | 5:14  |
| 12 | «Dogghouse in Your Mouth»            | Battlecat                  | Suga Free, Soopafly, RBX, Kurupt, Ruff Dogg, King Lou, Mixmaster Spade | 6:45  |
| 13 | «Connected»                          | Alchemist                  | Mobb Deep, Kokane                                                      | 4:21  |
| 14 | «Mac Bible Chapter 2:11 Verse 20-21» | Fredwreck                  | Mac Minista                                                            | 1:42  |
| 15 | «Break a Bitch Til I Die»            | Jelly Roll                 |                                                                        | 4:09  |
| 16 | «Sticky Fingers»                     | Rick Rock                  | Kokane, Rick Rock                                                      | 3:14  |
| 17 | «There Comes a Time»                 | Jelly Roll                 | Daddy V                                                                | 4:28  |
| 18 | «Late Night»                         | Meech Wells                | Kokane                                                                 | 2:58  |
| 19 | «So Low»                             | Quazedelic, Meech Wells    | Lil' Mo                                                                | 3:33  |
| 20 | «Everywhere I Go»                    | Swizz Beatz                | Kokane                                                                 | 4:35  |

## Семплы
I Luv It
- «Mr. Groove» (в исполнении One Way).

Crip Hop
- «Square Biz» (в исполнении Teena Marie).

Friends
- «At Long Last» (в исполнении Moment of Truth). Авторы: Norman Bergen и Reid Whitelaw.